# しげのゆうこ
しげの ゆうこは、日本のジャズ・シンガー。

## 来歴
4歳から、大阪の金沢ピアノ塾でクラシックピアノを習う。
大阪府立茨木高等学校卒業。高校在学中にジャズに感銘を受け、ジャズ・ピアノとジャズ・ボーカルの基礎を学ぶ。津田塾大学学芸学部英文学科卒業。大学時代より、ジャズ・ボーカルおよびピアノの弾き語りを始める。
カリフォルニア大学ロサンゼルス校に留学。英米文化、比較文化専攻。さらに卒業後、数回渡米し、ボイストレーニング、言語学、音声学発声指導法ならびに発音指導法を学ぶ。

### バンド・デビュー
20代でロック・バンド、女的（ガールティック Girltique）のボーカリスト「鬼姫」（おにひめ、通称：姫）としてデビュー（ティアードロップス/CROWN records）。メンバーには、ギタリストのナオ（現 Pastel Blue Label、Pastel drop vocal academy副代表）、ベーシストのTAKA（後にZ.O.Aに加入）、SEIGO（後にTHE DEAD P☆P STARS に加入）、Ann、ドラムのJUN（後にLADIES ROOMに加入）、愁（後にAIONに加入）、古江俊裕（ex てつ100%）、TOSHI、JAKE（伊秩弘将、てつ100%などをサポート）などが在籍した。
ロック雑誌『ロッキンf』（We ROCK/ロッキンfの前身）付録音源　GIRL TIQUE『ワライトバスナ』（1991年4月号　We ROCK/ロッキンf）発表。ライブ・ステージとして渋谷公会堂、日清パワーステーション、クラブチッタ川崎、目黒鹿鳴館、目黒ライブ・ステーション等で活動。全国ツアー先として大阪・京都・名古屋・福岡・広島・岡山・大分・新潟・埼玉・神奈川・北海道（FAST DROWのオープニング・アクトとして出演）。NHK BS2では　日清パワーステーションでのライブ映像（パーソナリティー、つみきみほ）がオンエアされる。
アイドルをはじめ、メジャー・アーティスト（AURAなど）のコンサートやスタジオ・ワークに、コーラスやキーボーディスト（オルタナティブ・バンド、Z.O.Aのライブに参加）として多数参加。コマーシャル・シンガーとしても、資生堂ヴィヴァーチェ、花王 8×4、クールコロン、カルビーポテトチップス、ハウス・フルーツインゼリー、JOMO（ジャパンエナジー）等のCMで歌唱。また、三菱油化のイメージ・キャラクターとして姫とナオが広告に載る。
音楽雑誌『プレイヤー』（プレイヤーコーポレーション）や『バンドやろうぜ』（JICC出版）、宝島社のスコア譜の採譜、解説を執筆する。

### ジャズ・ボーカリストとしてデビュー
それから後、ジャズ・シンガーおよびR&Bのシンガーとして転向した。
2003年度、第19回ジャズワールド主催「日本ジャズヴォーカリスト賞新人賞」受賞。セルリアンタワー東急ホテル「Jz　Brat」、「六本木サテンドール」、「関内BarBarBar」、「大阪ミスター・ケリーズ」、「名古屋スター・アイズ」等のライブハウス出演の他、横浜ジャズプロムナード、[ 横須賀ジャズドリーム]、帝国ホテルジャズコンプレックス（帝国ホテル東京、帝国ホテル大阪会場）、赤煉瓦サマー・ジャズin舞鶴、日比谷公会堂JAZZ DAY（ジャズの日）、大阪高槻ジャズストリート等のイベントにも出演。又、歌手の傍ら音楽学校や音楽事務所でボイストレーニングと歌唱の講師を務める。パステルドロップヴォーカルアカデミー東京校、大阪校を主宰。
2006年9月、パリ、プラハでプロモーション・ライブを敢行。
2008年6月に、What's New Recordsより、オリジナル曲2曲を含む4管入りの意欲作となるCD『月の誘惑 / Old Devil Moon』を発売。スイングジャーナル、ジャズライフ、ジャズ批評など各誌で紹介される。
2009年度スイングジャーナルゴールドディスク大賞ノミネート。
2012年度、ジャズワールド主催　日本ジャズボーカル賞・優秀歌唱賞を受賞。
2013年5月、ニューヨークでドン・フリードマン・トリオとライブ（ザ・キタノホテル ニューヨーク）を行う。

## ディスコグラフィ

### ソロ・アルバム
- 『Black or White』 (2006年9月、Blue in Green / Real blue) ※yuno名義。アメリカでの発売。日本での発売は同10月
- 『月の誘惑』 - Old Devil Moon (2008年、What's new records)
- 『シャイニー・ストッキングス』 - Shiny Stockings (2011年10月5日、SPACE SHOWER MUSIC / 24 JAZZ JAPAN)

ドン・フリードマンとのニューヨーク・レコーディング。テナー・サックス奏者のティム・アーマコスト（Tim Armacost）、ベーシストのフィル・パロンビ（Phil Palombi）、ドラマーのトニー・ジェファーソン（Tony Jefferson）が参加している。
- 『サークル・ワルツ』 - Circle Waltz (2014年3月5日、SPACE SHOWER MUSIC / 24 JAZZ JAPAN)

ニューヨークでドン・フリードマン・カルテットとレコーディング。ドンの『サークル・ワルツ』のボーカリーズ作品。アルバムタイトル曲の「Circle Waltz」は、しげのが作詞している。前作同様、ドン・フリードマン、ティム・アーマコスト、フィル・パロンビ、新たにドラマーの高橋信之介が参加。
- 『Screen Mode 〜My Favorite Things〜』 (2016年3月23日、UNIVERSAL MUSIC / Pastel blue Label)

ニューヨークでのレコーディング。「マイ・ハート・ウィル・ゴー・オン」（『タイタニック』）、「オールウェイズ・ラヴ・ユー」（『ボディガード』）、「チェンジ・ザ・ワールド」（『フェノミナン』）などの映画作品の主題歌を中心にジャズ・アレンジによってレコーディングされたアルバムとなっている。
- 『Screen Mode Edition』 (2017年、Pastel Blue label) ※会場限定CD
- 『New Romantic Paradise』 (2018年、Universal D) ※with サイラス・チェスナット
- 『The Real Me』 (2020年、Pastel drop label)[2]

### 女的（ガールティック）
- 『四重人格』 (1988年、Heaven's Heaven)
- 『う・そ・つ・き』 (1990年、Moon Drops) ※EP

## 著書
- 2012年6月30日 『パーフェクト・ボイストレーニング 腹式呼吸にこだわるな! 発声と発音をリンクさせた画期的練習法』中央アート出版社 ISBN 9784813606819